# Manila North Cemetery

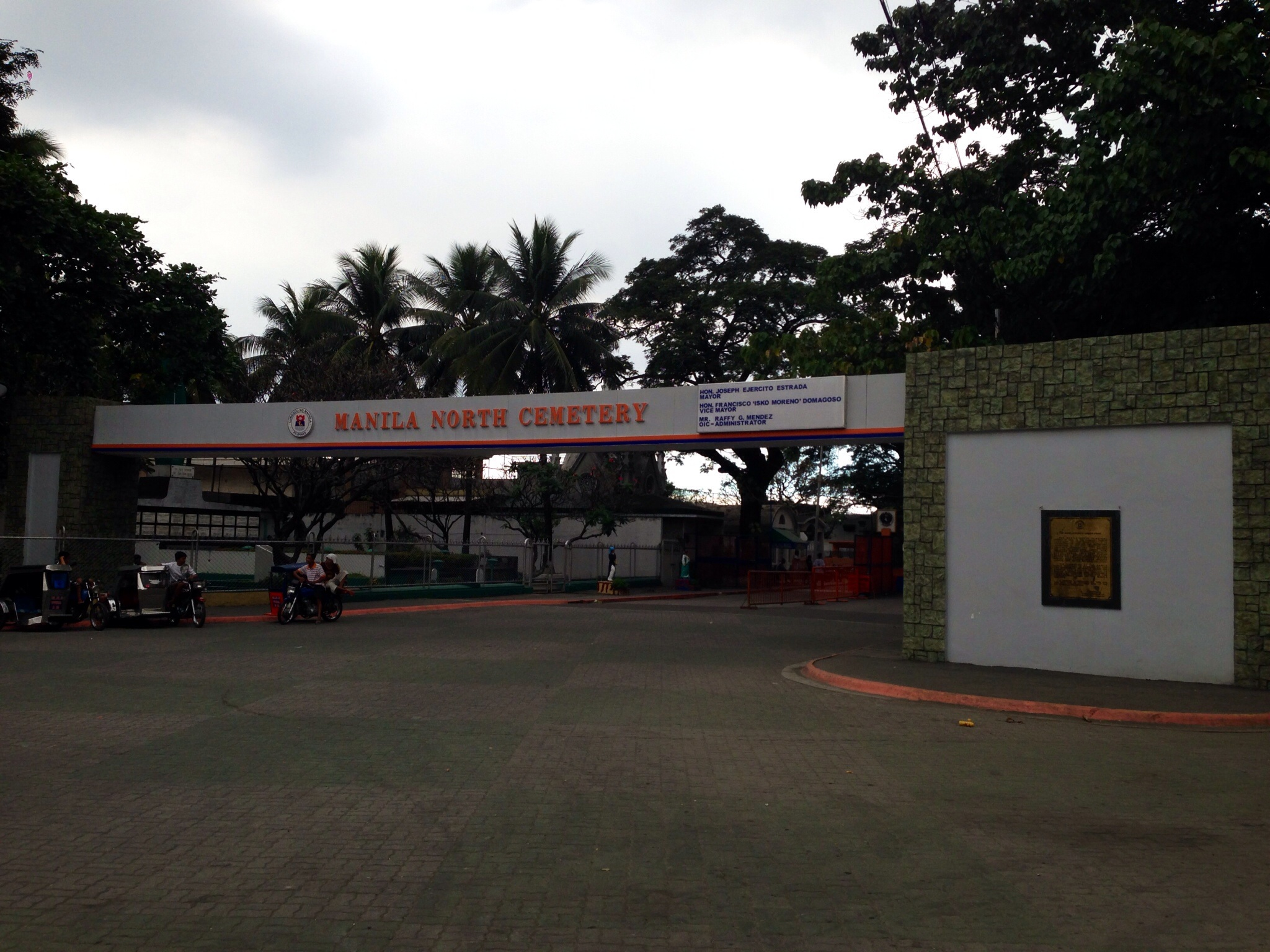
De ingang van Manila North Cemetery

Manila North Cemetery (in Spaans koloniale tijden aangeduid als: Cementerio del Norte) in de Filipijnse hoofdstad Manilla is een van de oudste begraafplaatsen van de Filipijnen. De begraafplaats aan Andres Bonifacio Avenue is eigendom van de stad Manilla en ligt pal naast twee andere begraafplaatsen: La Loma Cemetery en de Manila Chinese Cemetery. Manila North Cemetery is de laatste rustplaats van vele tientallen bekende personen uit de Filipijnse geschiedenis.